# Alex Jones
Alexander Emerick "Alex" Jones (Dallas, Teksas, 11. veljače 1974.) je američki voditelj radio emisije "The Alex Jones Show", i povremeni glumac i filmski djelatnik. Njegove najpoznatije internet stranice su Infowars.com i PrisonPlanet.com.
Otac mu je bio zubar, a majka domaćica. Pohađao je srednju školu Anderson u Austinu. Karijeru je isprva započeo kao novinar, da bi kasnije dobio svoju vlastitu radio emisiju.
8. lipnja 2006. godine htio je izvjestiti družbi Bilderberg, i tad je bio zadržan na aerodromu jer nije htio dati otiske prstiju na zahtjev policije.
Poznat je po "čvrstim" stavovima o teorijama urote, među kojima su i da su napadi 11. rujna 2001. bili namješteni jer je otmičare obučavala američka vojska, a tornjevi su uništeni kontroliranim eksplozijama, da se polako razvija Novi svjetski poredak i da se Osama bin Laden samo iskoristio od američke vlade da bi se opravdali strogi novi zakoni i rat u Iraku. Još 2002. godine, izjavio je da mu je jedan tajni izvor objavio da je bin Laden preminuo od zastoja bubrega, ali da je CIA "zamrzla njegovo tijelo" da bi ga izvadila prije izbora. Nakon objave smrti svjetski poznatog terorista 2011., godinu dana prije američkih predsjedničkih izbora, samo je pojačao svoje uvjerenje u teorije urote oko smrti Osame bin Ladena. On sam se opisao ovako: "Ja sam politički ateist. Kršćanin sam, ali sam politički ateist."
Zalaže se za slobodu medija i odbijanje američkih intervencija po svijetu.

## Izabrana filmografija
- 2001. - Probuđeni život
- 2006. - Replikator
- 2007. - Loose Change: Final Cut

## Vanjske poveznice
- Infowars.com
- PrisonPlanet.com
- Alex Jones na Internet Movie Database